# Frysztak (gromada)
Frysztak – dawna gromada, czyli najmniejsza jednostka podziału terytorialnego Polskiej Rzeczypospolitej Ludowej w latach 1954–1972.
Gromady, z gromadzkimi radami narodowymi (GRN) jako organami władzy najniższego stopnia na wsi, funkcjonowały od reformy reorganizującej administrację wiejską przeprowadzonej jesienią 1954 do momentu ich zniesienia z dniem 1 stycznia 1973, tym samym wypierając organizację gminną w latach 1954-1972.
Gromadę Frysztak z siedzibą GRN we Frysztaku utworzono – jako jedną z 8759 gromad na obszarze Polski – w powiecie krośnieńskim w woj. rzeszowskim na mocy uchwały nr 24/54 WRN w Rzeszowie z dnia 5 października 1954. W skład jednostki weszły obszary dotychczasowych gromad Frysztak, Glinik Dolny, Glinik Średni, Pułanki, Twierdza, Kobyle i Widacz ze zniesionej gminy Frysztak w tymże powiecie.
13 listopada 1954 gromada weszła w skład nowo utworzonego powiatu strzyżowskiego, gdzie ustalono dla niej 27 członków gromadzkiej rady narodowej.
31 grudnia 1961 do gromady Frysztak włączono obszar zniesionej gromady Lubla w tymże powiecie; z gromady Frysztak wyłączono natomiast wieś Glinik Średni, włączając ją do znoszonej gromady Gogołów tamże.
Gromada przetrwała do końca 1972 roku, czyli do kolejnej reformy gminnej. 1 stycznia 1973 – tym razem w powiecie strzyżowskim – reaktywowano gminę Frysztak.